# Elzasleger

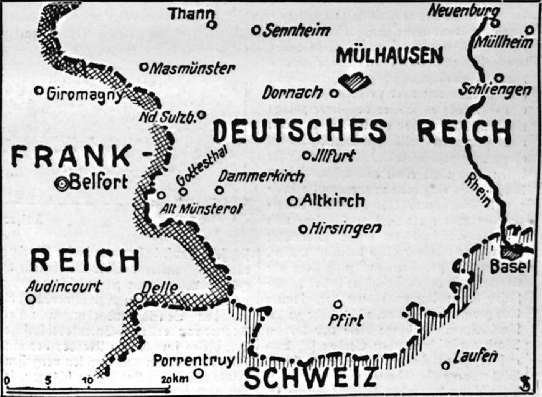
Het zuiden van de Elzas in 1914

Het Elzasleger (Frans: Armée d'Alsace) was een Frans leger in de Eerste Wereldoorlog dat in augustus 1914 werd gevormd voor een offensief in de Elzas, dat toen een onderdeel was van het Duitse Rijk, en daarna werd ontbonden.

## Voorgeschiedenis
In de begindagen van de Eerste Wereldoorlog was het 7e Legerkorps van generaal Louis Bonneau erin geslaagd op twee dagen (7 en 8 augustus 2014) door te stoten van Belfort tot Mulhouse. Bedoeling was om van daaruit door te stoten tot de Rijn en de Rijnbruggen onklaar te maken. De avond van de 8e konden de Fransen zonder tegenstand Mulhouse binnentrekken, maar de volgende dag al werd het 7e Legerkorps teruggedrongen door een Duits offensief. Op 11 augustus was het Franse leger ongeveer terug op de posities bij het uitbreken van de oorlog. Dit falen werd Bonneau zwaar aangerekend door generaal Joseph Joffre en hij werd vervangen door generaal Frédéric Émile Vautier aan het hoofd van het 7e Legerkorps.

## Samenstelling

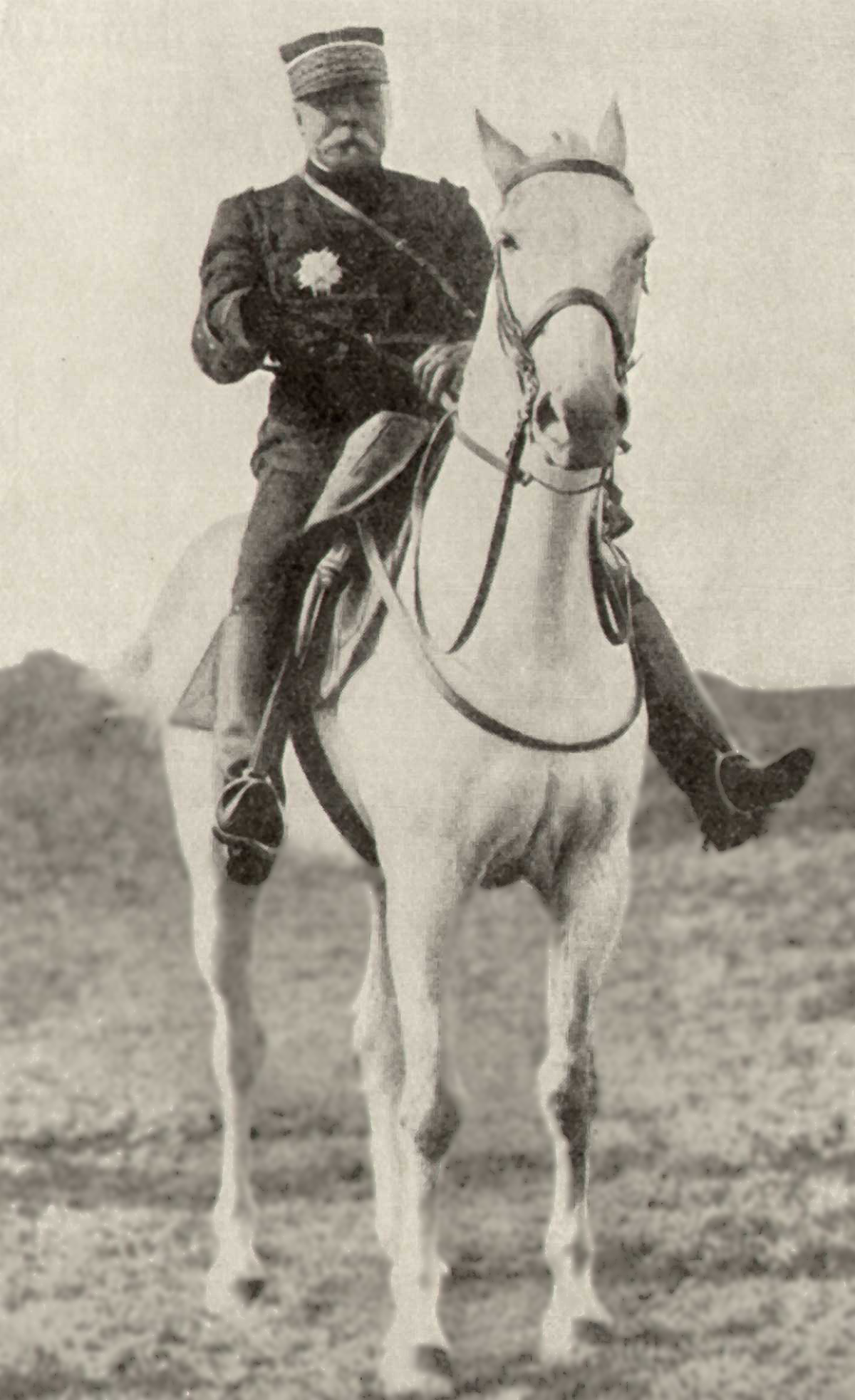
Generaal Paul Pau

Het 7e Legerkorps werd ondergebracht in een nieuw Elzasleger onder leiding van generaal Paul Pau. Het werd aangevuld met de 8e cavaleriedivisie (die ook had gevochten tijdens het eerder offensief), twee infanterieregimenten van de 57e reservedivisie, de 58e, 63e en 66e reservedivisies en vijf bataljons alpijnse jagers. Op 13 augustus nam generaal Pau in Belfort het bevel van dit nieuwe leger op. 

## Operationele geschiedenis
Het Elzasleger kreeg dezelfde opdracht als het 7e Legerkorps eerder: doorstoten naar Mulhouse en vervolgens naar de Rijn om daar de Rijnbruggen te vernietigen en het Duitse leger aan de overkant van de Rijn vast te zetten. Daarna moest het Elzasleger afdraaien naar Colmar en Straatsburg om zo het offensief van het 1e en het 2e Leger in Lotharingen en het noorden van de Elzas te ondersteunen. Het offensief in Lotharingen was al voorzien voor 14 augustus dus had het Elzasleger bijna geen tijd om zich te organiseren en de verliezen van het eerdere offensief aan te vullen.
Het Elzasleger stak op 14 augustus vijf bergpassen van de zuidelijke Vogezen over. Enkel in de vallei van de Fecht waren er zware gevechten. De Fransen rukten op richting Mulhouse zonder Duitse tegenstand. Het kostte het Elzasleger wel vijf dagen om Mulhouse te bereiken door de voorzichtige opmars van generaal Pau. Om de Rijnbruggen te beschermen stuurden de Duitsers een infanterieregiment de Rijn over bij Huningue. Het kwam op 19 augustus tot hevige gevechten op de rechterflank en in het centrum van het Elzasleger, waarna de Duitsers moesten terugplooien. Ondertussen bereikte de 41e infanteriedivisie 's avonds zonder tegenstand Mulhouse en hield er een optocht. Op de linkerflank werden Ingersheim, Turckheim en Wintzenheim ingenomen zonder tegenstand en bereikten patrouilles ongestoord Colmar.
Maar het offensief in Lotharingen liep vanaf 20 augustus vast en er werd gevreesd dat het Elzasleger zou worden afgesneden, nadat de Duitsers Villé en Schirmeck hadden ingenomen. Daarom besliste generaal Pau om terug te trekken richting Belfort en posities ten westen van de kammen van de Vogezen in te nemen. In de nacht van 24 op 25 augustus werd het leger uit Mulhouse teruggetrokken. Op 28 augustus werd het Elzasleger ontbonden en de eenheden werden opgenomen in de Vogezenlegergroep (Groupement des Vosges).